# Allegiant Stadium
Allegiant Stadium – stadion sportowy w Paradise (zespół miejski Las Vegas), w Stanach Zjednoczonych. Został otwarty latem 2020 roku. Obiekt jest w pełni zadaszony i może pomieścić 65 000 widzów. Swoje spotkania na stadionie rozgrywają zawodnicy drużyny futbolu amerykańskiego występującej w rozgrywkach NFL, Las Vegas Raiders, oraz gracze futbolu akademickiego uniwersyteckiego klubu sportowego UNLV Rebels, reprezentującego Uniwersytet Nevady w Las Vegas.

## Historia
Drużyna futbolu amerykańskiego Raiders występująca w rozgrywkach NFL po raz pierwszy wyprowadziła się z Oakland w 1982 roku, by grać na Los Angeles Memorial Coliseum w Los Angeles. W 1995 roku zespół powrócił jednak do Oakland, gdzie na stadionie Oakland Coliseum wybudowano nową trybunę (zyskała ona przydomek „Mount Davis”, na cześć ówczesnego właściciela Raiders, Ala Davisa) stwarzającą znacznie lepsze warunki do oglądania spotkań futbolu amerykańskiego (stadion ten miał układ typowo baseballowy, a Raiders w czasie gry na nim dzielili go z zespołem Oakland Athletics występującym w rozgrywkach MLB). Gra nawet na ulepszonym stadionie baseballowym wciąż była jednak dla Raiders pewnym kompromisem i dlatego z czasem po raz kolejny zaczęto rozważać zmianę obiektu. Preferowanym rozwiązaniem było przeniesienie się na obiekt w okolicy, pojawiły się m.in. plany budowy stadionu przystosowanego typowo pod rozgrywki NFL tuż obok Oakland Coliseum, rozważano też przenosiny na powstały w latach 2012–2014 Levi’s Stadium w nieodległym mieście Santa Clara. Żaden z tych planów nie doczekał się realizacji, dlatego ponownie zaczęto rozważać relokację.
W 2015 roku ogłoszono plany budowy stadionu w Carson, na przedmieściach Los Angeles, który Raiders dzieliliby z innym zespołem grającym w NFL, Chargers (wówczas mającym siedzibę w San Diego). W tym samym czasie powstała również koncepcja budowy stadionu w Inglewood, innym przedmieściu Los Angeles, forsowana przez Stana Kroenke, właściciela St. Louis Rams, który także chciał przenieść swą drużynę do Los Angeles. Ponieważ tylko jeden z wielkich projektów miał szansę na realizację, 12 stycznia 2016 roku przedstawiciele ligi NFL spotkali się w Houston, by przedyskutować plany powrotu ligi do Los Angeles (metropolia ta, druga pod względem liczby ludności w Stanach Zjednoczonych, od 1995 roku nie miała swojego reprezentanta w NFL). Ostatecznie ustalono, że nowy stadion powstanie w Inglewood i przeniesie się na niego drużyna Rams. Ponadto Chargers otrzymali rok na podjęcie decyzji o relokacji i zostaniu współgospodarzem nowej areny w Inglewood, w przypadku odmowy opcja ta przypadłaby Raiders. Po roku Chargers zdecydowali się na przeprowadzkę. W międzyczasie Raiders zaczęli rozważać przenosiny do Las Vegas.
Przeprowadzka do Las Vegas wymagała budowy od podstaw nowego stadionu, gdyż żaden z obiektów w mieście i jego okolicach nie spełniał wymagań goszczenia zespołu NFL. Przygotowano projekt nowej areny na 65 000 widzów, który był zmodyfikowaną wersją wcześniejszego projektu autorstwa pracowni MANICA Architecture, powstałego w związku z planami budowy stadionu w Carson na przedmieściach Los Angeles. Jedną z większych zmian w projekcie było wzbogacenie go o stałe zadaszenie nad całym stadionem (w tym także nad boiskiem). Koszt realizacji projektu szacowano na 1,9 mld $. Raiders uzyskali wstępne poparcie lokalnych władz i przedsiębiorcy Sheldona Adelsona, który zamierzał zainwestować 650 mln $ w budowę obiektu. Wkład własny Raiders miał wynieść 500 mln $ (z czego 200 mln $ miało pochodzić z pożyczki od NFL, a dalszych 200 mln $ z zysków za sprzedaż licencji rezerwujących miejsca na stadionie), a 750 mln $ miało pochodzić z funduszy publicznych (w celu zapewnienia pokrycia tej kwoty wyemitowano obligacje i zdecydowano się na podwyższenie podatku hotelowego w hrabstwie Clark o 0,88%). Ostatecznie Sheldon Adelson wycofał się z udziału w projekcie, a powstałą lukę w finansowaniu w wysokości 650 mln $ Raiders wypełnili uzyskując kredyt w Bank of America. Raiders otrzymali od lokalnych władz również pewne przywileje, jak możliwość wyboru preferowanej lokalizacji, czynsz za użytkowanie stadionu w wysokości 1 $ rocznie czy możliwość czerpania zysków ze sprzedaży praw do nazwy stadionu i sprzedaży artykułów sygnowanych własną marką na terenie przyszłego obiektu.

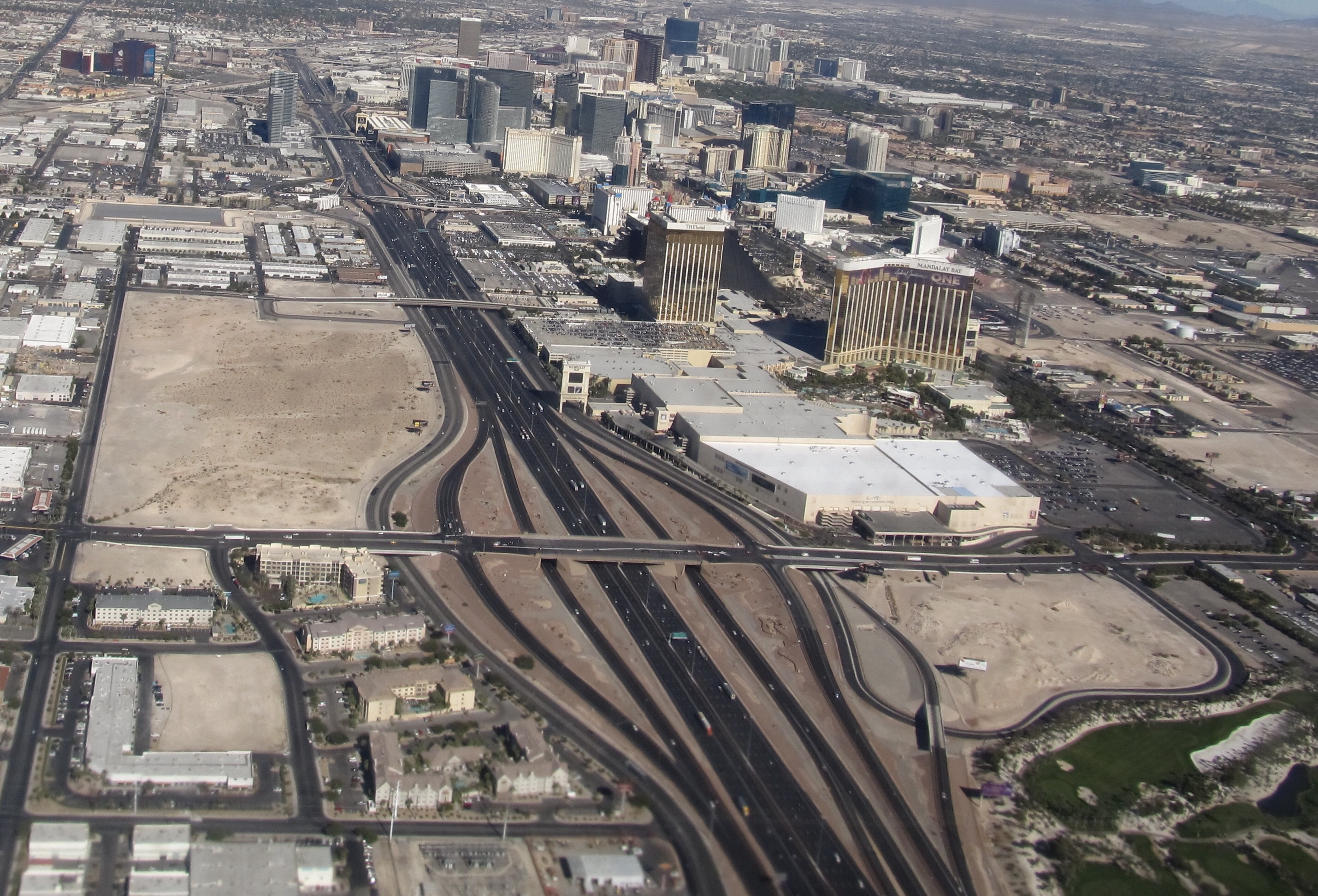
Po lewej stronie zdjęcia sprzed rozpoczęcia budowy widoczny teren, na którym powstał stadion

19 stycznia 2017 roku, niedługo po podjęciu przez Chargers decyzji o przeprowadzce do Los Angeles, Raiders złożyli do NFL formalny wniosek o relokację do Las Vegas. Na lokalizację przyszłej areny wybrano teren w Paradise, tuż przy autostradzie Interstate 15, niedaleko Las Vegas Strip. Pierwsze prace na terenie budowy rozpoczęły się we wrześniu 2017 roku. 13 listopada 2017 roku dokonano uroczystego otwarcia placu budowy z udziałem przedstawicieli Raidersów, lokalnych władz i celebrytów. 5 sierpnia 2019 roku ogłoszono, że sponsorem tytularnym stadionu będzie linia lotnicza Allegiant Air. W trakcie budowy wybuchła światowa pandemia COVID-19, a u części robotników zdiagnozowano obecność wirusa. Mimo to prace przebiegły zgodnie z planem i 31 lipca 2020 roku zostały ukończone w zakresie pozwalającym na wydanie Raiders zgody na użytkowanie (choć pozostało wówczas jeszcze trochę prac wykończeniowych). Ostateczny koszt budowy wzrósł o około 100 mln $ względem pierwotnie zakładanego 1,9 mld $ i sięgnął 2 mld $, co czyni stadion jednym z najdroższych tego typu obiektów na świecie. 21 sierpnia Raiders odbyli swój pierwszy trening na nowym stadionie. Na 22 sierpnia zaplanowany był koncert Gartha Brooksa, ale z powodu pandemii został on przełożony. 21 września Raiders rozegrali na obiekcie pierwszy mecz ligowy, pokonując New Orleans Saints 34:24. Z powodu obostrzeń związanych z pandemią, spotkanie odbyło się bez udziału publiczności.
Poza Raiders, gospodarzem nowej areny została również drużyna futbolu akademickiego uniwersyteckiego klubu sportowego UNLV Rebels, reprezentującego Uniwersytet Nevady w Las Vegas (wcześniej zespół ten występował na Sam Boyd Stadium). UNLV Rebels swój pierwszy mecz rozegrali na obiekcie 31 października 2020 roku, przegrywając z Nevada Wolf Pack 19:37. Był to także pierwszy mecz, w którym dopuszczono kibiców na trybuny, jednak w bardzo ograniczonym zakresie (w liczbie 2000). 1 sierpnia 2021 roku na stadionie odbył się finał piłkarskiego turnieju o Złoty Puchar CONCACAF (Stany Zjednoczone – Meksyk 1:0 pd.). Było to pierwsze spotkanie na Allegiant Stadium rozegrane przy pełnych trybunach.
Stadion ma być miejscem organizowania licznych wydarzeń sportowych, m.in. gal sportów walki. W 2022 roku planuje się na nim rozegranie meczu Pro Bowl. Ponadto na obiekcie mają się odbywać koncerty i inne imprezy pozasportowe.

## Stadion
Boisko stadionu otoczone jest ze wszystkich stron trzypoziomowymi trybunami, mogącymi pomieścić 65 000 widzów. Obiekt posiada także 128 ekskluzywnych lóż. Z zewnątrz trybuny kryje przeszklona elewacja z dominującą czarną, metaliczną kolorystyką, wpisująca się w ekstrawagancki styl charakterystyczny dla Las Vegas. Zwieńczenie areny elewacją nadaje stadionowi kształt zwartej, eliptycznej bryły architektonicznej. Wschodnia fasada posiada dodatkowo duży multimedialny ekran o długości ponad 105 m. Stadion w całości (trybuny i boisko) przykryty jest dachem, który w środkowej części stworzony został z materiału przepuszczającego światło. Przepuszczanego światła nie jest jednak na tyle dużo, by zapewnić optymalne warunki dla utrzymania murawy, dlatego boisko z naturalną nawierzchnią osadzone zostało na ruchomej płycie mogącej wyjeżdżać na zewnątrz. Pod nim znajduje się druga murawa ze sztuczną nawierzchnią, preferowana przez zespół UNLV Rebels. W północnej części stadionu miejsce fragmentu górnego rzędu trybun zajmuje plac wraz z wysokim na 26 m zniczem. Znicz ten nie rozpala prawdziwych płomieni, ale może je imitować. Został on nazwany na cześć długoletniego właściciela Raiders, Ala Davisa („Al Davis Memorial Torch”) i jest najwyższym obiektem na świecie powstałym w technologii drukowania przestrzennego. Po bokach placu ze zniczem znajdują się dwa telebimy; trzeci, znacznie większy telebim znajduje się po przeciwległej stronie boiska. Za zniczem znajdują się natomiast ruchome ściany, stanowiące wrota po otwarciu których części widowni ukazuje się widok na panoramę Las Vegas.